# Nabój Core Shot
Core Shot to nabój produkowany przez amerykańską firmę Buffalo Bullet Company, zaliczany do grupy nabojów specjalnych, używanych w działaniach policyjnych.
Pocisk łączy cechy pocisków ekspansywnych (grzybkujących) i fragmentacyjnych – niweluje wady tych ostatnich dzięki górnej części głowicy, która grzybkuje i wnika w cel głębiej. Fragmentowanie bowiem jest skutecznym sposobem rażenia celu, ale z reguły zranienia są płytkie. Jeśli przeciwnik nosi grubszą warstwę odzieży, to często odłamki nie docierają do ciała z odpowiednim impetem i w wystarczającej ilości. Dzięki opóźnionej fragmentacji i wstępnej penetracji rdzeniem z wgłębieniem wierzchołkowym można doprowadzić do fragmentacji głębiej w celu, a co za tym idzie lepiej ją wykorzystać do porażenia celu.
Core Shot jest podobny w działaniu i budowie do nabojów Glaser Safety Slug. Podstawowym elementem rażącym jest bardzo drobny śrut o średnicy śrucin ok. 1,25 mm, zamknięty w cienkim, miedzianym płaszczu. Różnica w stosunku do Glaser Safety Slug polega głównie na zastąpieniu zamykającej pocisk od przodu lekkiej kulki z tworzywa sztucznego rdzeniem ołowianym z dużym wgłębieniem wierzchołkowym. Pocisk Core Shot charakteryzuje się dzięki temu głębszą penetracją celu, regulowaną wielkością wgłębienia wierzchołkowego rdzenia ołowianego. Nabój ten często stosowany jest w działaniach związanych ze zwalczaniem terroryzmu i zbrojnej przestępczości.